# Vigo Rendena
Vigo Rendena és un antic municipi italià, dins de la província de Trento. L'any 2007 tenia 124 habitants. Limitava amb els municipis de Darè, Pelugo i Villa Rendena.
L'1 de gener 2016 es va fusionar amb els municipis de Darè i Villa Rendena creant així el nou municipi de Porte di Rendena, del qual actualment és una frazione.

## Administració
| Període | Identitat    | Partit        |
| ------- | ------------ | ------------- |
| 2005-   | Ezio Loranzi | Llista cívica |